# Marina Severa
Marina Severa foi uma imperatriz-consorte romana do ocidente, primeira esposa do imperador Valentiniano I e mãe de Graciano. Seu nome completo é desconhecido e "Marina Severa" é uma combinação de dois nomes que aparecem nas fontes primárias. Sócrates de Constantinopla a chama de "Severa" enquanto que João Malalas, o Chronicon Paschale e João de Niciu, de "Marina".

## História
Marina Severa se casou com Valentiniano antes de sua ascensão ao trono e o filho do casal, Graciano, nasceu em 359 em Sírmio na Panônia. Valentiniano foi escolhido imperador cinco anos depois e se divorciou de Marina para se casar com Justina - a viúva do usurpador Magnêncio - em 370.
De acordo com Sócrates de Constantinopla:
| “ | Justina, privada do pai, continuava uma virgem. Algum tempo depois, ela conheceu Severa, esposa do imperador Valentiniano, e interagia frequentemente com a imperatriz até que a intimidade entre elas chegou ao ponto de elas se acostumarem a tomar banho juntas. Quando Severa viu Justina no banho, ficou muito impressionada com a beleza da virgem e falou dela ao imperador; dizendo que a filha de Justo era uma criatura tão adorável e possuía uma tal simetria de formas que ela, mesmo mulher, estava completamente encantada. O imperador, entretendo a descrição da esposa em sua mente, considerou como ele poderia desposar Justina sem repudiar Severa, que tinha lhe dado Graciano, que ele havia feito augusto pouco tempo antes. Ele, assim, editou uma lei e a fez publicar por todas as cidades, permitindo que uma pessoa tivesse duas esposas legalmente. | ” |
|   | — Sócrates de Constantinopla, História Eclesiástica. |   |

João Malalas, o Crônica Pascoal e João de Niciu relatam que Severa foi banida por seu envolvimento numa transação ilegal. Timothy Barnes considera que esta história seria uma tentativa de justificar o divórcio de Valentiniano I livrando-o de toda culpa. Sócrates estava cronologicamente mais próximo dos eventos e seu relato seria, por isso, mais confiável. A história dele foi descartada por historiadores posteriores, pois ela implicaria numa improvável legalização da bigamia no Império Bizantino. Porém, Barnes e outros consideram que a decisão tratava apenas de permitir que os romanos pudessem se divorciar e se casar novamente depois, o que por si só já seria controverso, uma vez que o cristianismo não aceitava (e não aceita ainda) o divórcio. Barnes considera que Valentiniano estava disposto a seguir com uma reforma legal em sua busca de uma legitimidade dinástica que assegurasse o seu governo.
Diz João de Niciu:
| “ | Pois este justo e equilibrado imperador detestava opressão e julgava com a voz da justiça e praticava a equidade. Este grande imperador não poupou (sequer ) sua esposa, a imperatriz Marina. Pois ela havia comprado um jardim de uma mulher e não pagou-lhe o preço justo, pois os avaliadores haviam avaliado(-a) em consideração à imperatriz e se estavam inclinados a ajudá-la. E quando o piedoso Valentiniano soube do que sua esposa havia feito, ele enviou homens tementes a Deus para avaliar o jardim e os fez jurar solenemente que avaliariam-no de forma justa e equitativa. E quando os avaliadores foram ao jardim, descobriram que ela era culpada de grande injustiça e havia pago à mulher uma fração do preço, E quando o imperador ouviu, ele ficou furioso com a imperatriz (e) removeu-a de sua presença, expulsando-a do palácio e tomando como esposa Justina, com quem ele viveu o resto de seus dias. E sobre sua primeira esposa, ele a expulsou e a exilou da cidade, dando de volta o jardim à mulher que o havia vendido | ” |
|   | — João de Niciu, Crônica. |   |

Quando Valentiniano morreu, em 375, ele foi enterrado na Igreja dos Santos Apóstolos em Constantinopla ao lado de sua primeira esposa.